# Aleix Gómez
Aleix Gómez Abelló (Sabadell, 7 de mayo de 1997) es un jugador de balonmano español que juega de extremo derecho en el F. C. Barcelona de la Liga Asobal. Es internacional con la selección de balonmano de España, con la que fue convocado por primera vez en octubre de 2017, para jugar, los días 28 y 29 del mismo mes, dos partidos amistosos contra la selección de balonmano de Alemania, en las ciudades de Magdeburgo y Berlín.
Anteriormente logró la medalla de oro en el Campeonato Europeo de Balonmano Masculino Junior de 2016 y la medalla de oro en el Campeonato Mundial de Balonmano Masculino Junior de 2017 con la selección española junior.

## Carrera deportiva
Tras despuntar con el OAR  Sabadell fichó en 2009 por el FC Barcelona para sus categorías inferiores. El 1 de octubre de 2014 debutó con el primer equipo en la Liga Asobal en un partido contra el Ciudad Encantada.
Con el paso de las temporadas comenzó a entrar más en la dinámica de los encuentros del FC Barcelona, llamando la atención de la Selección de balonmano de España junior con la que ganó la medalla de oro en el Campeonato Europeo de Balonmano Masculino Junior de 2016 y la medalla de oro en el Campeonato Mundial de Balonmano Masculino Junior de 2017, en el que además entró en el 7 ideal de la competición como mejor extremo derecho.
En octubre de 2017 entró en la convocatoria de la selección de balonmano absoluta para disputar dos encuentros amistosos frente a la Selección de balonmano de Alemania los días 28 y 29 del mismo mes. Sustituyó en la misma a Kauldi Odriozola.
En la temporada 21/22 consiguió los títulos individuales de máximo goleador de la Liga de Campeones (104 goles) y máximo goleador de la Final Four (22 goles).

## Palmarés

### Selección nacional
| Juegos Olímpicos     | Juegos Olímpicos          | Juegos Olímpicos  | Juegos Olímpicos |
| Año                  | Lugar                     | Medalla           |                  |
| -------------------- | ------------------------- | ----------------- | ---------------- |
| 2020                 | Tokio                     | Medalla de bronce |                  |
| 2024                 | París                     | Medalla de bronce |                  |
| Campeonato Mundial   |                           |                   |                  |
| Año                  | Lugar                     | Medalla           |                  |
| 2021                 | Egipto                    | Medalla de bronce |                  |
| Campeonato Europeo   |                           |                   |                  |
| Año                  | Lugar                     | Medalla           |                  |
| 2020                 | Austria, Noruega y Suecia | Medalla de oro    |                  |
| 2022                 | Hungría y Eslovaquia      | Medalla de plata  |                  |
| Juegos Mediterráneos |                           |                   |                  |
| Año                  | Lugar                     | Medalla           |                  |
| 2018                 | Tarragona                 | Medalla de bronce |                  |

### FC Barcelona
- Liga Asobal (9): 2016, 2017, 2018, 2019, 2020, 2021, 2022, 2023, 2024
- Copa Asobal (9): 2015-16, 2016-17, 2017-18, 2018-19, 2020, 2021, 2022, 2023, 2024
- Copa del Rey (9): 2015-16, 2016-17, 2017-18, 2018-19, 2020, 2021, 2022, 2023, 2024
- Supercopa de España de Balonmano (5): 2018, 2019, 2020, 2021, 2022
- Mundialito de clubes (2): 2018, 2019
- Liga de Campeones de la EHF (3): 2021, 2022, 2024
- Supercopa Ibérica (3): 2022, 2023, 2024

### Consideraciones individuales
- Mejor jugador joven de la Liga de Campeones de la EHF 2019-20[7]
- Mejor extremo derecho de la Liga de Campeones de la EHF 2020-21[8]
- Mejor extremo derecho de los Juegos Olímpicos de Tokio 2020[9]
- Mejor extremo derecho del Campeonato Europeo de Balonmano Masculino de 2022[10]
- Mejor extremo derecho de la Liga de Campeones de la EHF 2021-22[11]
- Máximo goleador de la Liga de Campeones de la EHF 2021-22 (104 goles)[12]

## Clubes
| Club                | País   | Año         |
| ------------------- | ------ | ----------- |
| OAR Gracia Sabadell | España | ? - 2009    |
| FC Barcelona        | España | 2009 - Act. |

## Estadísticas

### Selección nacional
|  | Líder del Torneo            |
|  | Incluido en el Equipo Ideal |

| Torneo                | Partidos | Ataque | Ataque | Ataque      | Ataque | Posición          |
| Torneo                | Partidos | Goles  | Tiros  | Efectividad | Media  | Posición          |
| --------------------- | -------- | ------ | ------ | ----------- | ------ | ----------------- |
| Mundial 2019          | 9        | 23     | 36     | 63.89%      | 2.56   | 7º                |
| Europeo 2020          | 9        | 31     | 40     | 77.5%       | 3.44   | Medalla de oro    |
| Mundial 2021          | 9        | 26     | 36     | 72.22%      | 2.89   | Medalla de bronce |
| Juegos Olímpicos 2020 | 8        | 44     | 47     | 93.62%      | 5.5    | Medalla de bronce |
| Europeo 2022          | 8        | 41     | 54     | 75.92%      | 5.12   | Medalla de plata  |
| Europeo 2024          | 3        | 24     | 29     | 82.76%      | 8      | 13º               |
| Juegos Olímpicos 2024 | 8        | 48     | 61     | 78.69%      | 6      | Medalla de bronce |
| Total en su carrera   | 54       | 237    | 303    | 78.22%      | 4.39   | -                 |

Actualizado a 31 de enero de 2025.